# Universidad Nacional Toribio Rodríguez de Mendoza de Amazonas
La Universidad Nacional Toribio Rodríguez de Mendoza de Amazonas (UNTRM) es una universidad estatal, ubicada en la ciudad de Chachapoyas. Fue fundada en el 18 de septiembre de 2000. Es la primera universidad del departamento de Amazonas. Las actividades académicas se iniciaron en junio del 2001. Fue nombrada en honor del sacerdote y educador peruano Toribio Rodríguez de Mendoza, oriundo de la ciudad de Chachapoyas.

## La Universidad

### Reseña histórica
La Universidad Nacional Toribio Rodríguez de Mendoza de Amazonas (UNTRM) fue creada mediante Ley N° 27347 del 18 de septiembre de 2000 e inició sus actividades académicas en junio de 2001, gracias a la Resolución N° 114 de Autorización de Funcionamiento emitida por el CONAFU con fecha 25 de mayo de 2001.
Desde su creación, hasta el 8 de diciembre de 2009, la Universidad ha sido administrada y gobernada por 5 comisiones designadas por CONAFU.
El 8 de diciembre de 2009 realizó su Ceremonia Académica de Juramentación de las nuevas autoridades elegidas, el CONAFU otorga mediante resolución N.º 627-2009 de fecha 27 de noviembre de 2009 la Autorización Definitiva de Funcionamiento de la Universidad con lo que adquiere su autonomía y pasa a integrarse como miembro de la Asamblea Nacional de Rectores con todas las prerrogativas que le otorga la Ley Universitaria.
En efecto, el 21 de noviembre de 2009, fecha en que se celebra también el Aniversario de Creación Política del Departamento de Amazonas y a convocatoria de CONAFU, la Asamblea Universitaria eligió a las primeras autoridades de la UNTRM, las mismas que fueron reconocidas mediante Resolución N.º 598-2009-CONAFU de fecha 24 de noviembre de 2009.
Con la dación de la Nueva Ley Universitaria, Ley N° 30220, la UNTRM fue la primera universidad pública en iniciar su implementación y adecuación, conformando así su Asamblea Estatutaria, la misma que designó al Comité Electoral a fin de que convoque a elecciones para elegir las nuevas autoridades de la UNTRM.
El 17 de septiembre de 2017, se publicó en el Diario Oficial el Peruano la RESOLUCIÓN DEL CONSEJO DIRECTIVO N° 033-2017-SUNEDU/CD, mediante la cual la Superintendencia Nacional de Educación Superior Universitaria, otorga la Licencia Institucional a la Universidad Nacional Toribio Rodríguez de Mendoza de Amazonas, para ofrecer el servicio educativo superior universitario, convirtiéndose así en la tercera universidad pública en recibir el licenciamiento y una de las principales defensoras de la calidad educativa universitaria en las regiones.
Actualmente la UNTRM tiene como autoridades a los docentes Jorge Luis Maicelo Quintana, Ph.D. como Rector, Dr. Oscar Andrés Gamarra Torres como Vicerrector Académico y Dra. María Nelly Luján Espinoza como Vicerrectora de Investigación, quienes fueron reconocidos mediante Resolución de Asamblea Universitaria N°005-2022-UNTRM/AU.
El Campus Universitario de aproximadamente 17 hectáreas y ubicado en el Barrio de Higos Urco de la ciudad de Chachapoyas, cuenta a la fecha con una moderna infraestructura dedicada a las actividades académicas, de investigación y a la administración central. Cuenta además, con 2 casonas ubicadas en el casco urbano de la ciudad, donde la Universidad inició sus labores de funcionamiento.

### Misión, Visión, Principios y Valores

#### Misión
La Universidad Nacional Toribio Rodríguez de Mendoza de Amazonas forma profesionales que generan conocimiento científico, tecnológico y humanista de calidad, comprometida con el desarrollo sustentable del país.

#### Visión
Ser líder y referente nacional e internacional en formación académica, investigación científica, tecnológica y humanista de calidad que contribuya al desarrollo de la sociedad.

#### Principios
- Búsqueda y difusión de la verdad
- Calidad académica
- Autonomía
- Libertad de cátedra
- Espíritu crítico y de investigación
- Democracia institucional
- Meritocracia
- Pluralismo, tolerancia, diálogo intercultural e inclusión
- Pertinencia y compromiso con el desarrollo del país
- Afirmación de la vida y dignidad humana
- Mejoramiento continuo de la calidad académica
- Creatividad e innovación
- Internacionalización
- El interés superior del estudiante
- Pertinencia de la enseñanza e investigación con la realidad social
- Rechazo a toda forma de violencia, intolerancia y discriminación
- Ética pública y profesional

#### Valores
| RESPETO         | Demostrar consideración por los miembros de la sociedad sin distinción de lengua, etnia, religión, sexo, personas con discapacidad, grupos sociales excluidos, marginados o vulnerables.                                                             |
| TRANSPARENCIA   | Generar resultados con conocimiento pleno de la organización y otros actores de la sociedad civil. Transparencia en la ejecución de las actividades y gestión de los recursos económicos ante la comunidad académica y la sociedad.                  |
| RESPONSABILIDAD | Cumplir con los objetivos, políticas, normas internas y valores de la universidad para propiciar el buen desempeño individual y organizacional en base a la comunicación, integración, trabajo en equipo, así como el desarrollo personal y laboral. |
| IDENTIDAD       | Los miembros de la comunidad universitaria están involucrados y comprometidos con el cumplimiento de los objetivos institucionales, demostrando confianza y responsabilidad.                                                                         |
| SOLIDARIDAD     | Demostrar empatía entre los miembros de la comunidad universitaria ante dificultades, practicando la unidad en el cumplimiento de los objetivos institucionales.                                                                                     |

### Autoridades

#### Rector
- PhD. Jorge Luis Maicelo Quintana

#### Vicerrector Académico
- Dr. Oscar Andrés Gamarra Torres

#### Vicerrectora de Investigación
- Dra. María Nelly Luján Espinoza

## Facultades

### Pregrado
- Facultad de Educación y Ciencias de la Comunicación[3]
  - Ciencias de la Comunicación
  - Educación Primaria
  - Educación Secundaria: Mención en Historia, Geografía y Economía - Mención en Lengua y Literatura
  - Educación Intercultural Bilingüe: Inicial Intercultural Bilingüe - Primaria Intercultural Bilingüe - Secundaria Intercultural Bilingüe
- Facultad de Ciencias Sociales[4]
  - Antropología
  - Arqueología
- Facultad de Ciencias de la Salud[5]
  - Enfermería
  - Estomatología
  - Medicina
  - Psicología
  - Tecnología Médica: Radiología - Terapia Física y Rehabilitación
- Facultad de Ingeniería y Ciencias Agrarias[6]
  - Ingeniería Agroindustrial
  - Ingeniería Agrónoma
  - Ingeniería Forestal
- Facultad de Ingeniería Civil y Ambiental[7]
  - Ingeniería Civil
  - Ingeniería Ambiental
- Facultad de Ingeniería Zootecnista, Agronegocios y Biotecnología[8]
  - Biotecnología
  - Agronegocios
  - Ingeniería Genética
  - Ingeniería Zootecnista
- Facultad de Ciencias Económicas y Administrativas[9]
  - Administración de Empresas
  - Administración en Turismo
  - Construcción Civil
  - Contabilidad
  - Economía
- Facultad de Ingeniería de Sistemas y Mecánica Eléctrica[10]
  - Ingeniería Energética
  - Ingeniería Mecatrónica
  - Ingeniería de Sistemas
  - Ingeniería de Ciberseguridad
- Facultad de Derecho y Ciencias Políticas[11]
  - Derecho y Ciencias Políticas

### Postgrado
- Maestría en Administración Educativa y Desarrollo Sostenible
- Maestría en Ciencias Penales
- Maestría en Derecho Constitucional y Administrativo
- Maestría en Estomatología
- Maestría en Gerencia y Gestión en los Servicios de Salud
- Maestría en Ingeniería Estructural
- Maestría en Ingeniería Vial
- Maestría en Biotecnología e Ingeniería Genética
- Maestría en Producción Animal
- Maestría en Gerencia en Agronegocios
- Maestría en Gestión para el Desarrollo Sustentable
- Maestría en Gestión Pública
- Doctorado en Ciencias para el Desarrollo Sustentable

## Ciencias e investigación
Fue la primera universidad en clonar un animal en el Perú. La clonación fue realizada por investigadores de la universidad. Tiene un convenio con el organismo público Agrorural para la investigación de semillas y la INIA.

### Institutos de investigación
- Instituto de Investigación para el Desarrollo Sustentable de Ceja de Selva (INDES-CES)
- Instituto de Investigación de Arqueología y Antropología "Kuélap" (INAAK)
- Instituto de Enfermedades Tropicales (IET)
- Instituto de Investigación de Economía y Desarrollo (IDED)

## Rankings académicos
En los últimos años se ha generalizado el uso de rankings universitarios internacionales para evaluar el desempeño de las universidades a nivel nacional y mundial; siendo estos rankings clasificaciones académicas que ubican a las instituciones de acuerdo a una metodología científica de tipo bibliométrica que incluye criterios objetivos medibles y reproducibles, tomando en cuenta por ejemplo: la reputación académica, la reputación de empleabilidad para los egresantes, la citas de investigación a sus repositorios y su impacto en la web. Del total de 92 universidades licenciadas en el Perú, la Universidad Nacional Toribio Rodríguez de Mendoza de Amazonas se ha ubicado regularmente dentro del tercio medio a nivel nacional en determinados rankings universitarios internacionales.